# NGC 3512
NGC 3512 је спирална галаксија у сазвежђу Мали лав која се налази на NGC листи објеката дубоког неба.
Деклинација објекта је + 28° 2' 15" а ректасцензија 11h 4m 2,7s. Привидна величина (магнитуда) објекта NGC 3512 износи 12,3 а фотографска магнитуда 13,0. Налази се на удаљености од 25,0000 милиона парсека од Сунца. NGC 3512 је још познат и под ознакама UGC 6128, MCG 5-26-41, CGCG 155-51, IRAS 11013+2818, PGC 33432.